# Zagora (Kotor)
Pour les articles homonymes, voir Zagora.
Zagora (en serbe cyrillique : Загора) est un village du sud-ouest du Monténégro, dans la municipalité de Kotor.

## Démographie

### Évolution historique de la population
| 1948 | 1953 | 1961 | 1971 | 1981 | 1991 | 2003 |
| ---- | ---- | ---- | ---- | ---- | ---- | ---- |
| 169  | 169  | 172  | 142  | 76   | 36   | 48   |